# Траектория
Траектория е понятие от физиката и означава пространствената непрекъсната крива линия, по която се движи дадена материална точка или елементарна частица. Траекториите играят много важна роля в балистиката. В хомогенно гравитационно поле те представляват параболи.
За тяло хвърлено под ъгъл в декартова координатна система движението се описва с уравненията:
{\displaystyle x=(v_{o}\operatorname {c} os\theta )t}
{\displaystyle y=(v_{o}\operatorname {s} in\theta )t-{\frac {1}{2}}gt^{2}}
където g=9.8 м/с² е земното ускорение.